# Lista över insjöar i Sverige med namn som slutar på -potten

Spridning av sjöar med namnen -potten, -pottan etc i Sverige

Lista över insjöar i Sverige med artikel på Wikipedia som slutar på -potten:
- Öxnapotten, sjö i Ale kommun och Västergötland 57°51′58″N 12°05′38″Ö / 57.86616°N 12.09394°Ö
- Igelpotten, sjö i Linköpings kommun och Östergötland 58°15′42″N 15°26′22″Ö / 58.26163°N 15.43944°Ö
- Potten, Dalsland, sjö i Melleruds kommun och Dalsland 58°42′46″N 12°15′46″Ö / 58.71276°N 12.26268°Ö
- Stora Getepotten, sjö i Dals-Eds kommun och Dalsland 59°10′52″N 11°47′02″Ö / 59.18113°N 11.78389°Ö
- Abborrpotten, sjö i Katrineholms kommun och Södermanland 58°55′43″N 16°29′37″Ö / 58.92853°N 16.49361°Ö
- Potten, Närke, sjö i Askersunds kommun och Närke 58°55′31″N 15°11′19″Ö / 58.92538°N 15.18850°Ö
- Kopotten, Västmanland, sjö i Hällefors kommun och Västmanland 59°46′12″N 14°38′49″Ö / 59.77002°N 14.64683°Ö
- Stekpotten, sjö i Hällefors kommun och Västmanland 59°29′05″N 14°38′38″Ö / 59.48462°N 14.64392°Ö
- Stora Klackpotten, sjö i Lindesbergs kommun och Västmanland 59°41′18″N 15°03′04″Ö / 59.68823°N 15.05111°Ö
- Potten, Uppland, sjö i Värmdö kommun och Uppland 59°16′44″N 18°26′33″Ö / 59.27899°N 18.44251°Ö
- Svartpotten, sjö i Nacka kommun och Uppland 59°19′43″N 18°14′13″Ö / 59.32852°N 18.23703°Ö
- Björnpotten, sjö i Filipstads kommun och Värmland 59°59′12″N 14°01′50″Ö / 59.98669°N 14.03062°Ö
- Kopotten, Värmland, sjö i Karlskoga kommun och Värmland 59°24′27″N 14°36′06″Ö / 59.40757°N 14.60166°Ö
- Norra Pungpotten, sjö i Filipstads kommun och Värmland 59°31′54″N 14°23′14″Ö / 59.53173°N 14.38726°Ö
- Nästdammspotten, sjö i Filipstads kommun och Värmland 59°49′44″N 13°59′21″Ö / 59.82875°N 13.98928°Ö
- Potten (Bjurtjärns socken, Värmland), sjö i Storfors kommun och Värmland 59°25′06″N 14°20′33″Ö / 59.41839°N 14.34251°Ö
- Potten (Färnebo socken, Värmland, 662045-141039), sjö i Filipstads kommun och Värmland 59°41′39″N 14°12′50″Ö / 59.69421°N 14.21380°Ö
- Potten (Färnebo socken, Värmland, 662526-140853), sjö i Filipstads kommun och Värmland 59°44′13″N 14°10′43″Ö / 59.73696°N 14.17869°Ö
- Potten (Färnebo socken, Värmland, 663711-139785), sjö i Filipstads kommun och Värmland 59°50′27″N 13°58′59″Ö / 59.84078°N 13.98310°Ö
- Södra Pungpotten, sjö i Filipstads kommun och Värmland 59°31′51″N 14°23′26″Ö / 59.53087°N 14.39066°Ö
- Potten (Ljusdals socken, Hälsingland, 688684-151166), sjö i Ljusdals kommun och Hälsingland 62°05′40″N 16°01′42″Ö / 62.09438°N 16.02827°Ö
- Potten (Ljusdals socken, Hälsingland, 689052-150791), sjö i Ljusdals kommun och Hälsingland 62°07′39″N 15°57′24″Ö / 62.12750°N 15.95664°Ö
- Lillpotten, sjö i Bodens kommun och Norrbotten 66°02′59″N 22°04′13″Ö / 66.04984°N 22.07014°Ö
- Lompotten, sjö i Luleå kommun och Norrbotten 66°02′44″N 22°04′44″Ö / 66.04543°N 22.07880°Ö
- Potten, Norrbotten, sjö i Kalix kommun och Norrbotten 66°01′39″N 23°21′20″Ö / 66.02750°N 23.35545°Ö
- Storpotten, sjö i Luleå kommun och Norrbotten 66°02′52″N 22°04′12″Ö / 66.04787°N 22.06988°Ö